# Phyllida Lloyd
Phyllida Lloyd, född 17 juni 1957 i Nempnett Thrubwell i Somerset, är en brittisk regissör inom teater och film. 
Lloyd har under större delen av sin karriär arbetat inom teatervärlden. 1999 fick hon erbjudande om att regissera musikalen Mamma Mia!. 2008 regisserade hon även filmadaptionen av musikalen vilket därmed blev hennes långfilmsdebut. Filmen blev den mest inkomstbringande filmen i Storbritanniens historia. År 2011 hade Järnladyn premiär och hade, liksom Mamma Mia!, Meryl Streep i huvudrollen.

## Filmografi i urval
- 2000 – Gloriana
- 2008 – Mamma Mia!
- 2011 – Järnladyn